# Ferdinand Cavrot
Ferdinand Joseph Cavrot , né à Erbisœul le 6 mai 1846 et décédé La Hestre le 24 septembre 1918 fut un homme politique wallon du parti ouvrier belge.
Ferdinand Cavrot fut député socialiste de l'arrondissement de Charleroi (1894-1900) et de Bruxelles (1900-1902) puis à nouveau de Charleroi de 1902 à 1904. 
Paul Pastur se désista le 6 juin 1908 comme député socialiste de l'arrondissement de Charleroi, à son profit, et il restera député jusqu'à sa mort.
En 1887, lors des élections communales à La Hestre, il fit partie des premiers élus socialistes du Royaume.